# Margarita Belén
Margarita Belén es una localidad argentina, cabecera del departamento Primero de Mayo en la provincia del Chaco. Se encuentra a 21 km al norte de la ciudad de Resistencia, a la cual se encuentra fuertemente vinculada. 
Sus primeros pobladores fueron italianos, luego bien entrado el siglo XIX llegaron alemanes y franceses que se afincaron a partir 1890. Se la considera cuna del cooperativismo agrícola de Argentina.

## Historia
La Sociedad Colonizadora Popular a la que pertenecían Félix Amadeo Benítez, su hermano Manuel M. Benítez entre otras personas consiguió la concesión de 65 mil hectáreas de tierra en la zona que hoy ocupan Colonia Benítez y Margarita Belén. Al quebrar dicha empresa, Félix Benítez asumió la responsabilidad de la concesión y comenzó una campaña publicitaria para atraer a los primeros pobladores, que llegarían en el año 1890, en su mayoría trentinos provenientes de la zona de Tandil, Provincia de Buenos Aires. Este año se toma como el de la fundación.
Luego de varias etapas de ocupaciones de la Provincia el ejido municipal fue creado en 1959 y ampliado en 1981. El mismo abarca una superficie de 2400 hectáreas.
En las cercanías de la localidad tuvo lugar, en 1976, la masacre de Margarita Belén, en que fuerzas del Ejército Argentino y la Policía del Chaco fusilaron a 22 presos políticos.

### Origen del nombre
El nombre de esta localidad se debe a Margarita y Belén Benítez, dos de las hijas de Félix Amadeo Benítez, fundador de la localidad. La población está ubicada a 28 km de la Ciudad de Resistencia y fue fundada en una zona de tierras concesionadas a Félix Benítez, donde además fundó las colonias Benítez, Amadeo y Carolina, estas últimas dos en homenaje a su hijo y a su esposa.

## Clima
El clima de Margarita Belén es subtropical sin estación seca, su temperatura promedio anual es de 21 °C. La precipitación promedio anual de 41 mm en el mes de agosto, siendo éste el mes más seco del año, por su parte el mes más lluvioso es abril con un promedio de precipitación anual de 147 mm.

## Geografía
Al Este de la localidad pasa el riacho Costa Iné, el cual tiene su origen en la Laguna Chajá, el cauce principal del Iné condiciona el crecimiento urbano hacia el este, pero la topografía de la zona urbana permite buenas condiciones de drenaje.
Margarita Belén es un mosaico de ecosistemas donde hay selvas ribereñas, zonas inundadas estacionalmente y bosques de maderas duras, pero también se hacen presentes las sabanas donde predominan los pastizales.

## Turismo
Margarita Belén ofrece bellos recorridos entre sus vastos lotes de actividades productivas, puede asegurar a todos sus visitantes el contacto directo con la naturaleza, es un destino que se encuentra a tan  solo 20 km de la capital chaqueña. El avistamiento de aves silvestres hará de su vista un recuerdo inolvidable.

## Vías de comunicación

Monumento a los caídos de Margarita Belén, 15 kilómetros al norte de la localidad sobre la Ruta Nacional 11.

La principal vía de comunicación es la Ruta Nacional 11, a la cual se encuentra vinculada por un acceso pavimentado. Esta ruta la comunica al norte con la Provincia de Formosa, y al sur con Resistencia, y la Provincia de Santa Fe. Otra ruta importante es la Provincial 1, que la vincula al norte con Las Palmas y General Vedia, y al sur con Colonia Benítez y Resistencia.

## Población
Su población era de 4,591 habitantes (Indec, 2001), lo que representa un crecimiento del 92,3% frente a los 2,388 habitantes (Indec, 1991) del censo anterior. En el municipio el total ascendía a los 5,547 habitantes (Indec, 2001).

## Parroquias de la Iglesia católica en Margarita Belén
| Arquidiócesis | Resistencia           |
| ------------- | --------------------- |
| Vicaría       | Inmaculada Concepción |